# José Fernando Viana de Santana
José Fernando Viana de Santana, meglio noto come Fernandão (Rio de Janeiro, 27 marzo 1987), è un ex calciatore brasiliano, di ruolo attaccante.

## Carriera

### Club

#### Gli anni in Brasile
Nel 2007 esordisce nel calcio professionistico indossando la maglia dell'America. L'anno successivo viene acquistato dal Tombense che fino al 2012 lo cede in prestito a vari club come: Flamengo, Volta Redonda, Macaé, Paysandu, Democrata, Guarani e Palmeiras; in 6 anni totalizza appena 75 presenze e 23 reti.
Nel 2012 si svincola dal Tombense e decide di firmare per l'Atlético Paranaense, dove rimane per un solo anno totalizzando 11 presenze e 3 reti. L'anno successivo viene ceduto in prestito al Bahia dove per la prima volta gioca con continuità mostrando tutte le sue capacità tecniche di fatti a fine stagione totalizzerà 41 presenze e 18 reti.

#### Bursaspor

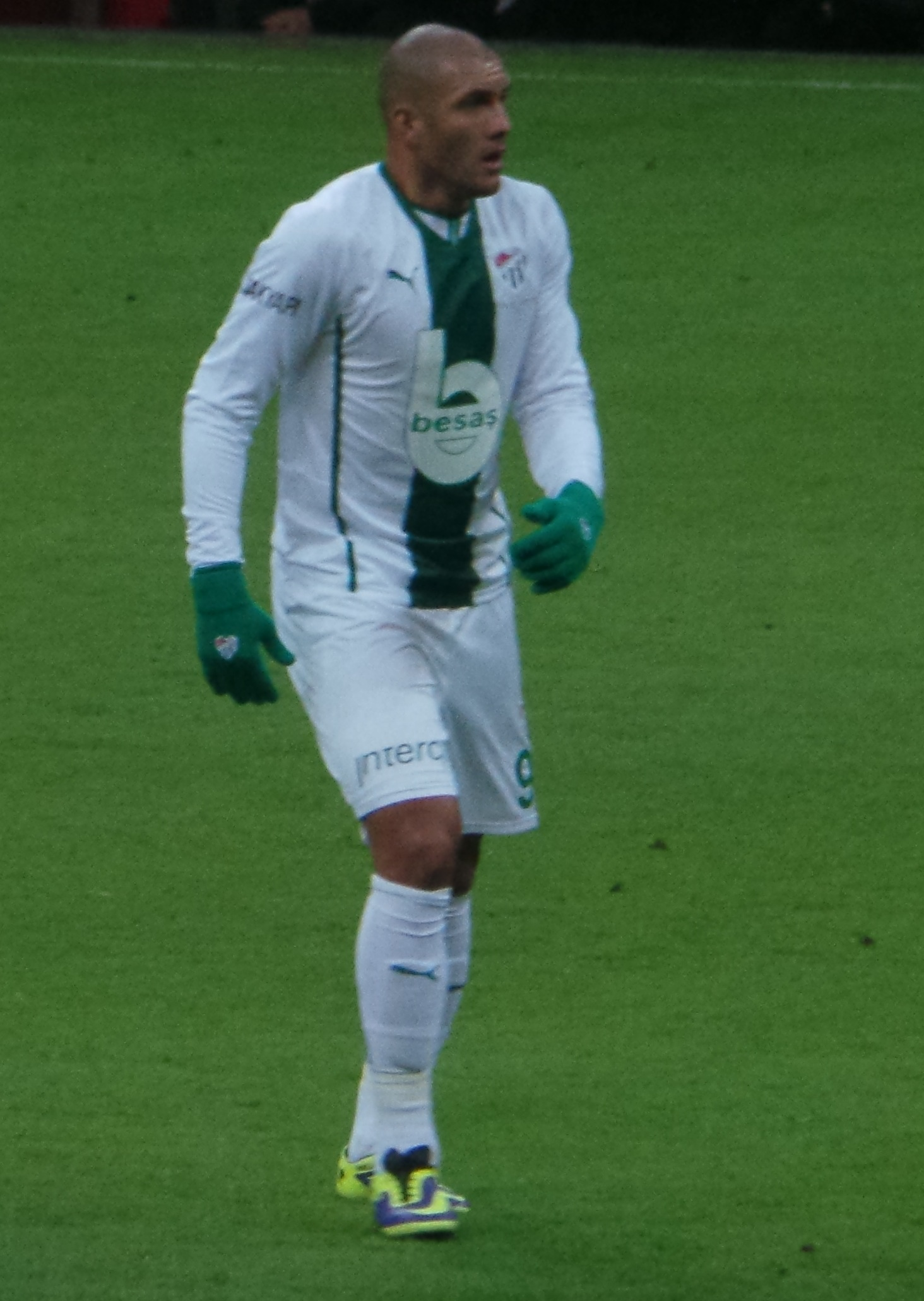
Fernandão, nel 2014, con la maglia del Bursaspor.

Nel gennaio del 2014, durante la sessione invernale del calciomercato, il club turco del Bursaspor decide di puntare sull'attaccante brasiliano prelevandolo, in prestito, sborsando una cifra vicina ai 400.000 euro a stagione. L'esordio arriva il 14 gennaio dello stesso anno in occasione della partita casalinga, di Coppa di Turchia, vinta per 2-1 contro il Sivasspor. Il 25 gennaio successivo disputa la sua prima partita in Süper Lig in occasione della partita casalinga, vinta per 3-1, contro l'Eskişehirspor; in tale partita mette a segno anche le sue prime due reti in terra turca siglando i momentanei 1-0 e 2-0. Il 6 aprile 2014 mette a segno una tripletta che permette alla sua squadra di battere il Sivasspor per 4-3. A fine stagione totalizza 23 presenze nelle quali mette a segno 12 reti; tale risultato gli permette di fargli rinnovare il prestito per un ulteriore anno.
Il 17 luglio 2014 disputa la sua prima partita in campo internazionale in occasione del pareggio interno, per 0-0, nel turno preliminare di Europa League contro i georgiani del Chikhura Sachkhere. Il 7 dicembre successivo firma la sua prima doppietta stagionale ai danni del Kasımpaşa; la partita viene vinta per 5-1. Il 5 aprile 2015 sigla la seconda doppietta stagionale mettendo a segno l'1-0 e poi il 2-0 nel 3-0 finale contro il Kayseri Erciyesspor. Il 9 maggio successivo va a segno quattro volte nella partita vinta, per 7-1, contro il Kardemir Karabükspor. Alla conclusione del campionato vince il titolo di capocannoniere con un bottino di 22 reti in 32 presenze. Il 3 giugno 2015 perde la finale, di Coppa di Turchia, contro il Galatasaray per 3-2; in tale occasione aveva aperto anche le marcature su calcio di rigore. Conclude la stagione con un totale di 44 presenze e 26 reti.

#### Fenerbahçe

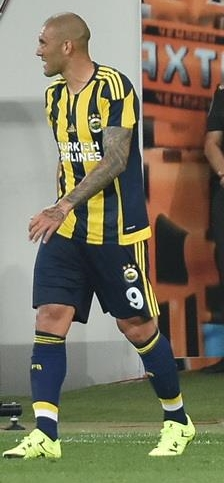
Fernandão, nel 2015, con la maglia del Fenerbahçe.

A luglio 2015 il Fenerbahçe decide di sborsare una cifra vicina ai 3,4 milioni di euro per acquistarlo a titolo definitivo. L'esordio arriva il 28 luglio dello stesso anno in occasione del pareggio, per 0-0, nel turno preliminare di Champions League contro gli ucraini dello Shakhtar Donetsk. La prima rete invece arriva il 14 agosto 2015, in occasione della prima di campionato contro l'Eskişehirspor; chiudendo le marcature sul 2-0 finale. Il 27 agosto successivo mette a segno le sue prime due marcature in campo internazionale, in occasione del play-off vinto, per 3-0, contro i greci dell'Atromitos. Conclude la sua prima stagione nel Fenerbahçe con un bottino di 55 presenze e 25 reti.
Il 29 dicembre 2016 mette a segno la sua prima tripletta con la maglia del Fenerbahçe in occasione della partita di Coppa di Turchia, vinta per 6-0, contro il Menemen Belediyespor. La seconda stagione si chiude con 25 presenze e 12 reti venendo impiegato poco e niente per via di una frattura all'ulna.

#### Al Wahda
A luglio 2018 passa, a titolo definitivo, all'Al-Wahda. L'esordio arriva il 13 settembre in occasione del pareggio, per 0-0, contro l'Al-Fateh. Dieci giorni dopo mette a segno i suoi primi due gol con la nuova maglia, in occasione della partita casalinga vinta, per 4-1, contro l'Al-Ra'ed.

## Statistiche

### Presenze e reti nei club
Statistiche aggiornate al 16 aprile 2024.
| Stagione          | Squadra           | Campionato        | Campionato | Campionato | Coppe nazionali | Coppe nazionali | Coppe nazionali | Coppe continentali | Coppe continentali | Coppe continentali | Altre coppe | Altre coppe | Altre coppe | Totale | Totale |
| Stagione          | Squadra           | Comp              | Pres       | Reti       | Comp            | Pres            | Reti            | Comp               | Pres               | Reti               | Comp        | Pres        | Reti        | Pres   | Reti   |
| ----------------- | ----------------- | ----------------- | ---------- | ---------- | --------------- | --------------- | --------------- | ------------------ | ------------------ | ------------------ | ----------- | ----------- | ----------- | ------ | ------ |
| 2007              | America-RJ        | A/RJ+C            | 2+0        | 0          | CB              | 0               | 0               | -                  | -                  | -                  | -           | -           | -           | 2      | 0      |
| gen.-ago. 2008    | Tombense          | M2/MG+C           | 0          | 0          | -               | -               | -               | -                  | -                  | -                  | -           | -           | -           | 0      | 0      |
| ago.-dic. 2008    | Flamengo          | A/RJ+A            | 0+1        | 0          | -               | -               | -               | CL                 | 0                  | 0                  | -           | -           | -           | 1      | 0      |
| gen.-mag. 2009    | Volta Redonda     | A/RJ+C            | 5+0        | 2+0        | -               | -               | -               | -                  | -                  | -                  | -           | -           | -           | 5      | 2      |
| gen.-mag. 2010    | Macaé             | A/RJ+C            | 13+0       | 4+0        | -               | -               | -               | -                  | -                  | -                  | -           | -           | -           | 13     | 4      |
| mag.-dic. 2010    | Paysandu          | PD/PA+C           | 0+4        | 0          | -               | -               | -               | -                  | -                  | -                  | -           | -           | -           | 4      | 0      |
| gen.-mag. 2011    | Democrata-GV      | M1/MG             | 11         | 8          | -               | -               | -               | -                  | -                  | -                  | -           | -           | -           | 11     | 8      |
| mag.-set. 2011    | Guarani           | A2/SP+B           | 0+13       | 0+4        | -               | -               | -               | -                  | -                  | -                  | -           | -           | -           | 13     | 4      |
| set.-dic. 2011    | Palmeiras         | A1/SP+A           | 0+18       | 0+2        | -               | -               | -               | CS                 | 0                  | 0                  | -           | -           | -           | 18     | 2      |
| gen.-mag. 2012    | Palmeiras         | A1/SP+A           | 7+0        | 3+0        | CB              | 1               | 0               | CS                 | 0                  | 0                  | -           | -           | -           | 8      | 3      |
| Totale Palmeiras  | Totale Palmeiras  | Totale Palmeiras  | 7+18       | 3+2        |                 | 1               | 0               |                    | -                  | -                  |             | -           | -           | 26     | 5      |
| mag.-dic. 2012    | Atlético-PR       | A1/PR+A           | 0+11       | 0+3        | CB              | 0               | 0               | -                  | -                  | -                  | -           | -           | -           | 11     | 3      |
| mag.-dic. 2013    | Bahia             | PD/BA+A           | 5+34       | 3+15       | CB              | 1               | 0               | CS                 | 1                  | 0                  | -           | -           | -           | 41     | 18     |
| gen.-giu. 2014    | Bursaspor         | SL                | 16         | 10         | CT              | 7               | 2               | UEL                | 0                  | 0                  | -           | -           | -           | 23     | 12     |
| 2014-2015         | Bursaspor         | SL                | 32         | 22         | CT              | 11              | 4               | UEL                | 1                  | 0                  | -           | -           | -           | 44     | 26     |
| Totale Bursaspor  | Totale Bursaspor  | Totale Bursaspor  | 48         | 32         |                 | 18              | 6               |                    | 1                  | 0                  |             | -           | -           | 67     | 38     |
| 2015-2016         | Fenerbahçe        | SL                | 32         | 13         | CT              | 10              | 6               | UCL+UEL            | 2+11               | 0+6                | -           | -           | -           | 55     | 25     |
| 2016-2017         | Fenerbahçe        | SL                | 13         | 4          | CT              | 6               | 7               | UCL+UEL            | 2+4                | 0+1                | -           | -           | -           | 25     | 12     |
| 2017-2018         | Fenerbahçe        | SL                | 18         | 9          | CT              | 6               | 4               | UEL                | 0                  | 0                  | -           | -           | -           | 24     | 13     |
| Totale Fenerbahçe | Totale Fenerbahçe | Totale Fenerbahçe | 63         | 26         |                 | 22              | 17              |                    | 19                 | 7                  |             | -           | -           | 104    | 50     |
| 2018-2019         | Al-Wahda          | SPL               | 14         | 2          | KC              | 0               | 0               | -                  | -                  | -                  | -           | -           | -           | 14     | 2      |
| 2019              | Bahia             | PD/BA+A           | 4+32       | 5+5        | CdN+CB          | 3+8             | 1+2             | CS                 | 1                  | 0                  | -           | -           | -           | 48     | 13     |
| gen.-ott. 2020    | Bahia             | PD/BA+A           | 2+1        | 0          | CdN+CB          | 10+0            | 3+0             | CS                 | 2                  | 0                  | -           | -           | -           | 15     | 3      |
| Totale Bahia      | Totale Bahia      | Totale Bahia      | 11+67      | 8+20       |                 | 22              | 6               |                    | 4                  | 0                  |             | -           | -           | 104    | 34     |
| ott. 2020-2021    | Goiás             | PD/GO+A           | 0+24       | 0+10       | CB              | 0               | 0               | CS                 | 0                  | 0                  | -           | -           | -           | 24     | 10     |
| 2023              | Tombense          | M1/MG+B           | 4+31       | 0+9        | CB              | 1               | 0               | -                  | -                  | -                  | -           | -           | -           | 36     | 9      |
| 2024              | Vila Nova         | PD/GO+B           | 15+0       | 2+0        | CB+CV           | 0+3             | 0               | -                  | -                  | -                  | -           | -           | -           | 18     | 2      |
| Totale carriera   | Totale carriera   | Totale carriera   | 362        | 133        |                 | 67              | 29              |                    | 24                 | 7                  |             | -           | -           | 453    | 169    |

## Palmarès

### Club
- Campionato Baiano: 1

Bahia: 2020

### Individuale
- Capocannoniere della Süper Lig: 1

2014-2015 (22 gol)
- Squadra dell'anno della Süper Lig: 1

2014-2015